# فائق جعفروف
فائق جعفروف (ترکی آذربایجانی: Faiq Cəfərov) قهرمان ملی جمهوری آذربایجان بش است، که در خنثی‌سازی کودتای نافرجام مارس سال ۱۹۹۵ در این کشور حضور داشت.

## زندگی‌نامه
فائق جعفروف اول ماه مه سال ۱۹۷۴، در روستای شیله‌ونگه شهرستان جلیل‌آباد در آذربایجان شوروی تولد یافت. به دنبال آنکه مدرسه را به اتمام رسانید، در سال ۱۹۹۱ وارد هنرستان ماشین‌سازی باکو شد. در سال ۱۹۹۲، خدمت سربازی خود را در گارد مرزی اداره کل نیروی مرزبانی جمهوری آذربایجان در نخجوان آغاز نمود. در طی خودمت خود، در محافظت از مرزهای جنوبی آذربایجان متمایز بود.
در جریان خنثی‌سازی کودتای نافرجامی که توسط عده‌ای مسلح در تاریخ ۱۳ تا ۱۷ مارس سال ۱۹۹۵ در جمهوری آذربایجان رخ داد، قهرمانی منحصر به فردی از خود نشان دهده و به شدت زمی شد و از این رو از خدمت نظامی مرخص شد. اما یک سال بعد خدمت نظامی خود را از سر گرفت.
او بر اثر تصادف رانندگی در سال ۱۹۹۹ جان خود را از دست داد. جنازه‌اش در جلیل‌آباد به خاک سپرده شد.

## خانواده
فائق جعفروف متأهل و دارای دو فرزند بود.

## نشان
بر اساس فرمان شماره ۴۲۷ حیدر علی‌اف، ریاست جمهوری وقت آذربایجان، به تاریخ ۲۷ دسامبر سال ۱۹۹۵، از فائق جعفروف با اعطاء نشان قهرمان ملی این کشور تقدیر به عمل آمد.